# Liam Fraser
Liam Fraser (Toronto, 1998. február 13. –) kanadai válogatott labdarúgó, az amerikai Dallas középpályása.

## Pályafutása

### Klubcsapatokban
Fraser a kanadai Toronto városában született. Az ifjúsági pályafutását a Vancouver Whitecaps csapatában kezdte, majd a Toronto akadémiájánál folytatta.
2018-ban mutatkozott be a Toronto észak-amerikai első osztályban szereplő felnőtt keretében. A 2021-es szezonban a Columbus Crew csapatát erősítette kölcsönben. 2022. január 18-án 2½ éves szerződést kötött a belga másodosztályban szereplő Deinze együttesével. Először a 2022. február 9-ei, Westerlo ellen 3–0-ra megnyert mérkőzésen lépett pályára. 2023. augusztus 2-án a Dallas szerződtette.

### A válogatottban
Fraser az U20-as korosztályú válogatottban is képviselte Kanadát.
2019-ben debütált a felnőtt válogatottban. Először a 2019. október 16-ai, USA ellen 2–0-ra megnyert mérkőzés 9. percében, Mark-Anthony Kayét váltva lépett pályára.

## Statisztikák
2024. június 30. szerint
| Klub                       | Szezon   | Osztály               | Bajnokság | Bajnokság | Kupa  | Kupa | Nemzetközi | Nemzetközi | Összesen | Összesen |
| Klub                       | Szezon   | Osztály               | Meccs     | Gól       | Meccs | Gól  | Meccs      | Gól        | Meccs    | Gól      |
| -------------------------- | -------- | --------------------- | --------- | --------- | ----- | ---- | ---------- | ---------- | -------- | -------- |
| Toronto                    | 2018     | MLS                   | 10        | 0         | 2     | 0    | —          | —          | 12       | 0        |
| Toronto                    | 2019     | MLS                   | 9         | 0         | 2     | 0    | —          | —          | 11       | 0        |
| Toronto                    | 2020     | MLS                   | 14        | 0         | 0     | 0    | —          | —          | 14       | 0        |
| Toronto                    | 2021     | MLS                   | 1         | 0         | 0     | 0    | 1          | 0          | 2        | 0        |
| Columbus Crew (kölcsönben) | 2021     | MLS                   | 23        | 0         | 0     | 0    | 1          | 0          | 24       | 0        |
| Deinze                     | 2021–22  | Challenger Pro League | 10        | 0         | 0     | 0    | —          | —          | 10       | 0        |
| Deinze                     | 2022–23  | Challenger Pro League | 26        | 0         | 0     | 0    | —          | —          | 26       | 0        |
| Dallas                     | 2023     | MLS                   | 10        | 0         | 0     | 0    | —          | —          | 10       | 0        |
| Dallas                     | 2024     | MLS                   | 18        | 1         | 1     | 0    | —          | —          | 19       | 1        |
| Összesen                   | Összesen | Összesen              | 121       | 1         | 5     | 0    | 2          | 0          | 128      | 1        |

### A válogatottban
| Válogatott | Év       | Pályára lépés | Gól |
| ---------- | -------- | ------------- | --- |
| Kanada     | 2019     | 1             | 0   |
| Kanada     | 2020     | 3             | 0   |
| Kanada     | 2021     | 7             | 0   |
| Kanada     | 2022     | 4             | 0   |
| Kanada     | 2023     | 4             | 0   |
| Összesen   | Összesen | 19            | 0   |

## Sikerei, díjai
Toronto
- Kanadai Kupa
  - Győztes (1): 2018
  - Döntős (1): 2019

Columbus Crew
- Campones Cup
  - Győztes (1): 2021